# Provinz Mikawa

Provinz Mikawa (heute: Präfektur Aichi)

Mikawa (jap. 三河国/参河国, Mikawa no kuni, wörtlich: „Land der drei Flüsse“) bzw. Sanshū (三州/参州) war der Name einer der historischen Provinzen Japans für ein Gebiet, das heute der östlichen Präfektur Aichi entspricht. Die Provinzen wurden während der Meiji-Restauration 1867 durch ein System von Präfekturen ersetzt. Der Asteroid des inneren Hauptgürtels (3165) Mikawa ist nach der Provinz benannt.

## Ausdehnung
Das Gebiet umfasst folgende heutige Gemeinden:
- Nishi-Mikawa (西三河, West-Mikawa) mit den Städten:
  - Okazaki (岡崎市),
  - Toyota (豊田市),
  - Anjō (安城市),
  - Kariya (刈谷市)
  - Chiryu (知立市)
- Mikawa-Nambu (三河南部, Süd-Mikawa) mit:
  - Hekinan (碧南市),
  - Nishio (西尾市),
  - Hazu (幡豆町),
  - Gamagōri (蒲郡市)
- Higashi-Mikawa (東三河, Ost-Mikawa) mit:
  - Toyohashi (豊橋市),
  - Shinshiro (新城市),
  - Shitara (設楽町)

Mikawa erregte im 16. Jahrhundert durch das Aufstreben der Familie Matsudaira (später Tokugawa) Aufsehen. Die Familie brachte den berühmten Einiger Japans, Tokugawa Ieyasu, hervor. Mikawa war auch das ursprüngliche Lehen des Shoguns Tokugawa Ieyasu, bevor er die Kontrolle über Kantō übernahm. Okazaki war ursprünglich die Hauptburg der Provinz. Die benachbarte Burg Yoshida bei Toyohashi war jedoch zeitweilig auch ein wichtiges Lehen.
Die Provinz war durch die Lage an der Tōkaidō-Straße wirtschaftlich sehr begünstigt. Sie hatte ihre größte Blütezeit in der Edo-Periode (1603–1867).
Die Provinz Mikawa ist in Japan berühmt für ihr Feuerwerk und stellt noch heute das meiste Feuerwerk in Japan her. Dies rührt daher, dass der Shogun nur in diesem – von ihm kontrollierten – Gebiet die Herstellung von Schießpulver erlaubte.
Lokale traditionelle Spezialitäten sind unter anderem Hatchō-Miso (八丁味噌), eine Miso-Paste mit starkem Geschmack, Reiswein, Feuerwerk und Steinhauerei (Steinlaternen). In Okazaki findet jährlich ein bekanntes Feuerwerk statt.